# Козлов Володимир Васильович (художник)
Володимир Васильович Козлов (9 липня 1924, Луганськ — 13 вересня 1990, Луганськ) — український радянський художник; член Спілки радянських художників України з 1970 року. Батько художника Володимира Козлова.

## Біографія
Народився 9 липня 1924 року в Луганську. Брав участь у німецько-радянській війні. У 1944—1949 роках навчався у Ворошиловградському художньому училищі, був учнем Мойсея Вольштейна, Олександра Фільберта). Дипломна робота — картина «В загін до Щорса» (керівник Мойсей Вольштейн).
Протягом 1949—1954 років працював викладачем малювання та каліграфії у Ворошиловградському педагогічному училищі. З 1954 року працював у товаристві художників: з 1959 року і на початку 1960-х років очолював його. З початку 1960-х до початку 1990-х працював на художньо-виробничому комбінаті.
Мешкав у Ворошиловграді в будинку на вулиці Пузирьова, № 26. Помер в Луганську 13 вересня 1990 року.

## Творчість
Працював у галузі станкової і книжкової графіки, станкового живопису. Писав пейзажі, тематичні картини. Серед робіт:
ліногравюри
- «Вулиця Радянська» (1959);
- «Вечір» (1960);
- «Нескоренні» (1961);
- «Українське село» (1964);
- «У рідний колгосп» (1965);
- «Тиша» (1967);
- триптих «За владу Рад» (1967);
- «Солдат країни Рад» (1968);
- «За землю, за волю» (1968);
- «Чуєш, сурми заграли?» (1968);
- «Портрет Володимира Леніна» (1970);
- «Слава шахтарській праці» (1970);
- серія «Прокляніть війну!» (1975);
- «Герої не вмирають» (1975);
- «Народні месники» (1975);
- «А листи йдуть» (1975);

пастелі
- «Вечір» (1974);
- «Відгомоніла діброва золота» (1975);

гуаші
- «Портрет Сергія Єсеніна» (1959);
- «У міському сквері» (1960);
- «Революційний патруль» (1977);

живопис
- «Лицар мрії» («Олександр Грін», 1975);
- «Сергій Єсенін» («Отговорила роща золотая» — темпера, 1975; «Березовая роща», 1980);
- «Весна 1945 року» (1979);
- «Любіть Батьківщину» (1980);
- триптих «В ім'я життя» (1981—1982);
- триптих «Перемога» (1982);
- «Фелікс Дзежинський. Голова Всеросійської надзвичайної комісії» (1982);
- «Поєдинок» («Подвиг», 1983);
- «Місячна соната» (1984);
- «Вдалині від дому» (1984—1985);
- «Трубач» (1985);
- «Богатирі землі Донецької» («Климент Ворошилов, Семен Будьоний, Олесандр Пархоменко», 1985);
- «Олександр Блок» (1986);
- «Відбудова» (1987).

Виконав низку плакатів: «Наука і техніка» (1964) та інші. Ілюстрував та оформив книги для Ворошиловградського обласного книжкового видавництва:
- «Втеча із в'язниці» Ф. Ф. Зоріна (1960);
- «На марші» Павла Щеглова (1960);
- «Рідна земля» Веніаміна Мальцева (1961);
- «Жовтень в Донбасі» Н. Г. Гончаренка (1961);

Брав участь в обласних, всеукраїнських, всесоюзних художніх виставках з 1955 року. Персональні виставки відбулися у Ворошиловграді у 1965, 1970, 1974 роках. 1981 року його роботи еспонувалися у Болгарії.
Деякі картини художника зберігаються у Луганському художньому музеї.